# Мор Йокаи
Мориц Ашваи Йокаи (на унгарски: Ásvai Jókay Móric), познат като Мор Йокаи (на унгарски: Jókai Mór; 18 февруари 1825 г., Комаром – 5 май 1904 г., Будапеща), е един от „мартенските младежи“, романист, „голям унгарски разказвач на истории“, народен представител, член на горната камара на парламента, член на съвета на директорите на Унгарската академия на науките, носител на ордена „Свети Стефан“, член на обществото „Кишфалуди“, от 1876 до 1903 г. председател на Дружество „Петьофи“, почетен член на Дружество „Дугонич“.

## Ранен живот и образование
Мор Йокаи е роден на 18 февруари 1825 г. в Комаром, в семейството на дребни благородници реформати.
Малкият Мориц още отрано проявява силно въображение. На това може би се дължи неговата нервна срамежливост, която се изразява, наред с други неща, в страха му от кучета и особено от това, да не бъде погребан жив. Родителите му не го пускат от къщата, няма много приятели и обича да се забавлява с причудливи играчки. Душевността му е силно повлияна от неговия баща, който се увлича от литературата, актьорското майсторство, пише стихове, занимава се с рисуване и разказва истории от Националното въстание от 1809 г., в което е участвал лично, но и от майка му, която е виден дарител. Всички тези наклонности Йокаи наследява от родителите си. На деветгодишна възраст публикува две стихотворения (ребус в рими и едно четиристишие „За градския глупак“).
През 1835 г., той е изпратен в Братислава да учи немски език. Освен немски, той научава добре латински и започва да учи и гръцки език. През 1837 г., връщайки се у дома, заварва баща си неизлечимо болен и още същата година го изгубва.
Болката от загубата на бащата събаря младия мъж на легло и близките му с основание започват да се страхуват за живота му. Остава жив благодарение на грижите на леля си Естер.
Продължава обучението си в гимназията в Комаром (слов. Комарно), от учителите си с голяма обич и благодарност споменава Ференц Вали. От него научава за три години френски, английски и италиански.
През 1839 – 1840 г. завършва реформатската гимназия в Комаром, под ръководството на Вали. През 1841 – 1842 година е изпратен от майка си в реформаторското училище в Папа, където взема гимназиалната си диплома. Има отлични преподаватели, сред които учителят по природни науки Лайош Тарци, който впрочем е водач на младежите и в литературните им занимания. Щастливо съвпадение го събира заедно с няколко талантливи съвременници, сред които Карой Керкапой, Шома Петрич, Шандор Козма и Шандор Петьофи, като с последния го свързва близко приятелство.

## Живот и кариера
Заради измъчваща го често силна болка в гърдите, Йокаи е убеден, че има туберкулоза. Тъй като има нужда от смяна на въздуха, майка му го праща в Кечкемет да изучава право. Този алфьолдски град се отразява добре на душата и тялото му; „Тук станах човек! Тук станах унгарски писател“, разказва самият Йокаи в спомените си. Белодробните му проблеми напълно изчезват, тялото му укрепва. Запознава се истинския живот на унгарския народ, с народностния характер, със света на пустата. В Кечкемет възвърналата се жажда за живот прави дните му доста разнообразни. Учи усърдно, но има време и да поставя пиеси и да играе в тях, да рисува. Там той пише „Еврейското момче“ през 1842 г.
След като се завръща в Пеща, кариерата му поема нова посока. Въпреки че е придобил диплома за адвокат, той не мисли да става такъв. Шандор Петьофи го въвежда в средата на млади писатели в столицата. Литературните вестници с удоволствие публикуват новелите му, публиката чете прозата му с интерес. На двадесет и две години младежът от Комаром поема редактирането на вестника на Адолф Франкенбург „Елеткепек“ (Картини от живота) и заедно с Шандор Петьофи застава начело на по-младите писатели в Пеща. Живеят в една квартира, хранят се заедно, прекарват вечерите си заедно, редактират заедно вестника и двамата участват в освободителното движение от март 1848 г. Приятелството им се разпада, едва когато Петьофи публикува стихотворението си срещу Вьорьошмарти, а Йокаи се жени за Роза Лаборфалви, актриса от Националния театър. Този брак предизвиква голямо недоволство в семейството на Йокаи.
По време на войната за независимост от 1848 г. той си изкарва прехраната чрез журналистика, в началото на 1849 г. заедно с правителството бяга от Пеща в Дебрецен; тук той редактира бюлетина на Партията на мира, „Вечерните страници“. Когато априлската детронация на Хабсбургите поставя край на всички надежди за мир, Йокаи се присъединява към Републиканската партия; затова става обект на преследване от страна на австрийската диктатура. Благодарение на амнистията, дадена по-късно на писателите, Йокаи спира да се укрива.
От 1850-те години нататък той пише своите романи, разкази, хуморески, стихове и пиеси със смайваща продуктивност. През 1858 г. основава популярния си хумористичен журнал „Комета“. През 1863 г. стартира своя влиятелен политически всекидневник „Хон“ (Родина). Неговото творчество бива оценено не само от публиката, но и от Унгарската академия на науките и Дружество „Кишфалуди“; Академията го избира за свой член през 1858 г., а дружеството – през 1860 година. През 1861 г. става парламентарен представител на район Шиклош; като народен представител от различни Йокаи остава постоянен член на парламента в продължение на десетилетия. Като оратор и като редактор той играе важна роля в политиката. Отначало той е с опозицията. От 1875 г., когато добрият му приятел Калман Тиса основава либералната партия, подкрепя политиката на правителството. Напускането на опозицията значително намалява националната му популярност.
На 50-ата му годишнина като писател, през 1894 г., той е обожаван от всички слоеве на нацията; всичките му творби са публикувани в единно издание, той получава блестящ национален подарък от постъпленията от тиража. За всички е изненадващо, когато през есента на 1899 г. Йокаи внезапно се жени за Бела Грос, възпитаничка на една от столичните театрални школи. Бракът му е предшестван от неудобни семейни сцени, но седемдесет и четиригодишният Йокаи е непоколебим. Нищо не накърнява популярността му така, както този късен брак. Съвременниците не му прощават, че е бил пленен от старческата си страст; близките и приятелите му се отвръщат от него. Умира на 5 май 1904 г.

## Творби, преведени на български език
- „Унгарски магнат“ (Egy magyar nábob) Изд. Народна култура, 1988 г.
- „Цигански барон“ (A cigánybáró) Изд. Народна култура, 1984 г. (в превод на Александра Трон)
- „Черните диаманти“ (Fekete gyémántok) Изд. Профиздат, 1983 г.
- „Жълтата роза“ (Sárga rózsa) Изд. Народна култура, 1978 г.
- „Синовете на човека с каменното сърце“ (A kőszívű ember fiai) Изд. Народна култура, 1972 г.
- „Златният човек“ (Az aranyember), Изд. Народна култура, 1950 г.